# Río Ustie
El río Ustie (en ruso: У́стье es un río del óblast de Yaroslavl, en Rusia. Tiene una longitud de 153 km, una cuenca hidrográfica de 2.530 km² y un caudal medio de 10.3 m³/s a 42 km de su desembocadura en el río Kótorosl. Este último río se forma en la confluencia del Ustie con el río Vioksa, que hace de desagüe del lago Nero.

## Geografía
El río nace en una zona pantanosa del raión de Úglich. Al principio discurre en dirección este por los alrededores de las ciudades de Borisoglebski y Rostov. Cerca de Semibrátovo vuelve hacia el sur y se une al Vioksa en Nikolo-Perevoz, formando el río Kótorosl. Históricamente el Ustie y el Kótorosl han sido considerados ríos diferentes.
La anchura del río varía entre los 10 y los 40 m, con una profundidad de entre 0.2 y 2 m. Atraviesa diferentes regiones geológicas a diferente altura, lo que explica su rápida corriente y el extraño discurrir de su curso, que gira continuamente, formando islas. Se instalaron por esta razón en sus orillas multitud de molinos, de los que quedan pilotes de madera en el valle moderno del río. En el tiempo posterior a la Segunda Guerra Mundial, se erigieron sobre el curso del río pequeñas centrales hidroeléctricas, de las cuales no queda ninguna en la actualidad. Durante la guerra, este río sirvió como línea de defensa.
El río tiene cinco afluentes principales (de más de 20 km de longitud): el Lut (20 km), el Mogza (84 km), el Shula (25 km), el Liga (31 km), y el Ilma (32 km). 
Se congela generalmente desde noviembre hasta abril.
Las principales localidades que se encuentran a su paso son Borisoglebski y Semibrátovo.